# Экономика Раджастхана
Штат Раджастхан расположен на северо-западе Индии и обладает развитой экономикой, основанной, прежде всего, на сельском хозяйстве, текстильной промышленности, добыче полезных ископаемых и туризме. Современные отрасли сконцентрированы в крупном технопарке информационных технологий «Mahindra World City», открытом в Джайпуре мумбайским конгломератом Mahindra Group.

## Промышленность
Важную роль в стимулировании и развитии промышленности играет Rajasthan State Industrial Development and Investment Corporation. Крупные промышленные парки расположены в городах Ситапура, округ Джайпур (электроника, программное обеспечение), Канакпура, округ Джайпур (электроника, инструменты) Бхивади, округ Алвар (сталь, кабель, электроника, текстиль, лекарства, полиграфическая продукция, пищевые продукты, лечебные травы), Нимбахера, округ Читторгарх (цемент).

### Сырьевая отрасль
В штате добываются нефть и газ (область Мангала, округ Бармер), медная руда (Кхетри, округ Джхунджхуну), свинцово-цинковые руды (Агуча, округ Бхилвара, Дариба и Завар, округ Раджсаманд), поваренная соль (Самбхар, округ Джайпур), известняк (округа Кота и Читторгарх), мрамор (Макран, округ Нагаур), песчаник (округ Джодхпур), а также волластонит, флюорит, талькохлорит, фосфорит, кальцит, слюда, берилл, каолин, полевые шпаты, асбест, гипс, глина и яшма. Среди крупнейших предприятий — свинцово-цинковые рудники компании Hindustan Zinc Limited (Агуча, Завар и Дариба), медные рудники компании Hindustan Copper Limited (Кхетри), совместный нефтегазовый комплекс британских компаний Vedanta Resources, Cairn Energy и индийской государственной корпорации Oil and Natural Gas Corporation (Мангала), фосфатные, лигнитные, известняковые и гипсовые карьеры и рудники компании Rajasthan State Mines and Minerals (округа Удайпур, Биканер, Джодхпур и Джайпур), гипсовые карьеры компании FCI Aravali Gypsum & Minerals India (округа Джодхпур, Джайсалмер, Ганганагар, Биканер и Бармер).

### Энергетика
Крупнейшими тепловыми электростанциями являются Суратгарх (округ Ганганагар), Кота (округ Кота), Калисиндх (округ Джхалавар), Дхолпур (округ Дхолпур), Гирал (округ Бармер), Чхабра (округ Баран) и Рамгарх (округ Джайсалмер) джайпурской компании Rajasthan Rajya Vidyut Utpadan Nigam, а также Анта (округ Баран) делийской компании NTPC Limited. Также в штате расположены атомная электростанция «Раджастхан» (округ Читторгарх) мумбайской компании Nuclear Power Corporation of India, завод тяжёлой воды (округ Кота), гидроэлектростанции Рана Пратар Сагар (округ Читторгарх), Джавахар Сагар (Кота) и Махи (округ Бансвара) компании Rajasthan Rajya Vidyut Utpadan Nigam.
Компании Hindustan Zinc Limited принадлежат электростанции в Путхоли, Дебари и Заваре. Возле Покарана (округ Джайсалмер) расположен парк солнечной энергетики «Dhirubhai Ambani Solar Park» мумбайской компании Reliance Power. В округе Джайсалмер расположены парки ветряной энергетики компании Rajasthan State Mines and Minerals, а в Джхамаркотре (округ Удайпур) — завод био-дизеля той же компании.

### Производство стройматериалов
Раджастхан занимает лидирующие позиции в Индии по производству цемента. Крупнейшие цементные заводы расположены в городах Нимбахера (Читторгарх) — J.K. Cement, Wonder Cement и Lafarge Cement; Путхоли (Читторгарх) — Birla Cement; Шамбхупура (Читторгарх) — UltraTech Cement; Мангрол (Баран) — J.K. Cement; Джайкайпурам (Сирохи) — JK Lakshmi Cement; Котпутли (Джайпур) — UltraTech Cement.

### Машиностроение
Крупнейшие машиностроительные предприятия расположены в Джайпуре (электротехнические компании Rajasthan Electronics & Instruments и Gears Energy Solutions, производство подшипников и измерительных приборов) и Коте (инструментальная и приборостроительная промышленность).

### Химическая промышленность
Раджастхан входит в число лидеров по производству химических волокон. Крупнейшие химические предприятия расположены в Гадепане, округ Кота (два завода химических удобрений местной компании Chambal Fertilisers and Chemicals Limited).

### Металлургия
В Удайпуре базируется металлургическая и горнорудная компания Hindustan Zinc Limited, входящая в состав британско-индийского конгломерата Vedanta Resources. Компании принадлежат металлургические заводы в Путхоли (округ Читторгарх) и Дебари (округ Удайпур), а также исследовательский центр в Дебари.

### Пищевая промышленность
Важнейшими отраслями являются производство пищевых масел и сахара (Ганганагар).

### Текстильная промышленность
Крупными текстильными центрами являются округа Пали, Бхилвара, Аджмер, Джайпур, Ганганагар и Биканер. Среди крупнейших текстильных компаний штата выделяются Shree Rajasthan Syntex (штаб-квартира в Удайпуре, заводы в Джайпуре и Дунгарпуре) и Vanasthali Textile Industries (штаб-квартира в Дели, завод в Шахджаханпуре, округ Алвар).

### Кожевенно-обувная промышленность
Среди наиболее развитых отраслей — выделка кож, производство обуви, курток и аксессуаров (Джайпур и Джодхпур).

### Керамическая промышленность
Крупнейшим производителем керамики является компания Clay Craft (Джайпур).

### Ремёсла и художественные промыслы
Раджастхан славится на весь мир разнообразием и уникальностью своих художественных ремёсел. Наиболее популярны цветные хлопчатобумажные ткани из Джайпура, Удайпура, Джодхпура и Джайсалмера, ковры из Биканера, Джайпура, Джодхпура и Аджмера, керамика из Джайпура, Алвара, Коты и Биканера, эмальерные изделия (минакари) из Джайпура и Биканера, чеканные изделия (куфткари и тайнишан) из Алвара и Джайпура, деревянные лакированные изделия из Джодхпура, лакированные изделия из верблюжьей кожи из Биканера, мраморные фигуры из Джайпура, огранённые камни (прежде всего изумруды) из Джайпура, а также покрывала, скатерти, вышивка, одеяла, паласы, сувенирное холодное оружие, бронзовые фигурки богов и мифических персонажей, гравированная медная утварь, изделия из слоновой кости, стеклянные и лаковые браслеты, ювелирные изделия. С упадком раджпутских княжеств спрос на дорогие художественные изделия местных мастеров резко упал, но последовательная поддержка властей (как страны, так и штата) и туристический бум помогли сохранить многие уникальные стили и виды народного творчества.

## Сельское хозяйство
Главными культурами являются пшеница, ячмень, баджра, рапс, горчица, арахис, хлопчатник, сахарный тростник, табак. В животноводческой сфере разводят коз, овец, волов, буйволов и верблюдов. Штат входит в число лидеров по производству семян масличных культур, опиума, шерсти, важное значение имеет производство мяса и молочных продуктов.
Важнейшими ирриграционными системами являются канал имени Индиры Ганди (орошает водами Сатледжа округа Ганганагар, Ханумангарх, Биканер, Чуру, Джодхпур, Джайсалмер и Бармер), Гангский канал (орошает водами Сатледжа округа Ганганагар и Ханумангарх) и канал Агры (орошает водами Джамны округ Бхаратпур). Среди крупнейших дамб — Рана Пратар Сагар (округ Читторгарх), Биласпур (округ Тонк), Джакхам (округ Пратапгарх), Джавахар Сагар (Кота), Джавай (округ Пали) и Хемавас (округ Пали).

## Транспорт и связь

### Автодорожные перевозки
Через территорию Раджастхана проходят национальные шоссе № 3 (Агра—Дхолпур—Мумбай), № 8 (Дели—Джайпур—Удайпур—Ахмедабад—Мумбай), № 11 (Агра—Джайпур—Биканер), № 11А (Манохарпур—Дауса—Котхум), № 11В (Лалсот—Караули—Дхолпур), № 11С (Чандваджи—Багру), № 12 (Джабалпур—Кота—Джайпур), № 14 (Бивар—Пали—Радханпур), № 15 (Патханкот—Биканер—Джайсалмер—Бармер—Самакхиали), № 65 (Амбала—Джодхпур—Пали), № 76 (Пиндвара—Удайпур—Кота—Аллахабад), № 79 (Аджмер—Дхар), № 79А (Кишангарх—Насирабад), № 89 (Аджмер—Нагаур—Биканер), № 90 (Баран—Аклера), № 112 (Бар—Джодхпур—Бармер), № 113 (Нимбахера—Даход), № 114 (Балесар—Покаран) и № 116 (Тонк—Савай-Мадхопур) общей протяжённостью свыше 7 тыс. км. Междугородние автобусные перевозки осуществляют крупная компания Rajasthan State Road Transport Corporation (Джайпур) и многочисленные частные операторы. Крупнейшим оператором городского общественного транспорта является компания Jaipur City Transport Services Limited (Джайпур).

### Железнодорожные перевозки
Главными железнодорожными станциями являются Джайпур, Аджмер, Удайпур, Кота, Биканер и Джодхпур. Среди наиболее популярных маршрутов — «Ананья Экспресс» (Калькутта—Удайпур), «Бхопал—Джайпур Экспресс», «Индур Экспресс» (Удайпур—Индур), «Мевар Экспресс» (Дели—Удайпур), «Ашрам Экспресс» (Ахмедабад—Джайпур—Дели), «Сварна Джаянти Радждхани Экспресс» (Ахмедабад—Джайпур—Дели), «Дайодая Экспресс» (Джабалпур—Джайпур), «Марусагар Экспресс» (Аджмер—Эрнакулам), «Джайпур Суперфест Экспресс» (Джайпур—Мумбай), «Индур—Джайпур Экспресс», «Минакши Экспресс» (Джайпур—Хайдарабад), «Индур—Аджмер Экспресс», «Аджмер—Дург Экспресс» и «Аджмер—Хайдарабад Экспресс». Линия «Тхар Экспресс» соединяет Джодхпур с пакистанским Карачи. В Джайпуре работает наземное метро.

### Авиаперевозки
В штате расположены Международный аэропорт Джайпура (Санганер), аэропорты Удайпура и Джодхпура, которыми управляет государственная компания Airports Authority of India.

## Финансы
Крупнейшими финансовыми учреждениями штата являются базирующийся в Удайпуре и Джайпуре Bank of Rajasthan (в 2010 году слился с мумбайской группой ICICI Bank), базирующийся в Джайпуре State Bank of Bikaner & Jaipur, Rajasthan Financial Corporation и Джайпурская фондовая биржа. Также в Раджастхане представлены отделения крупнейших индийских банков State Bank of India, HDFC Bank, Punjab National Bank, Bank of Baroda и Axis Bank.

## Торговля
Основной оборот розничной торговли дают традиционные базары и небольшие лавки. Также важнейшее значение имеют ярмарки (крупнейшая ярмарка скота проводится в Пушкаре). В последние десятилетия в штате стали появляться супермаркеты и сетевые магазины одежды, мебели, бытовой электроники, видео и музыки.

## Туризм и гостиничное дело
Раджастхан является одним из ключевых туристических направлений Индии и входит в так называемый «золотой треугольник» (Дели—Агра—Джайпур). В 2006 году штат посетило почти 23,5 млн индийских туристов. Среди главных туристических центров — Джайпур и Удайпур, а также Джодхпур, Биканер, Джайсалмер, Бунди и Аджмер. Кроме того, большое значение имеет паломничество индуистов в Пушкар, мусульман — в Аджмер, джайнов — на гору Абу и в Ранакпур. Многие древние и заброшенные дворцы и форты после реконструкции были превращены в фешенебельные отели. Туризм составляет около 8 % ВВП штата. Большой вклад в развитие туризма вносит правительственная корпорация Rajasthan Tourism Development Corporation.